# Unisystem
L'Unisystem è regolamento generico di gioco di ruolo utilizzato dalla Eden Studios per le sue linee di giochi di ruolo, tra cui All Flesh Must Be Eaten, Buffy the Vampire Slayer Roleplaying Game, WitchCraft, Conspiracy X (seconda edizione) e diversi altri. Giochi basati sull'Unisystem sono stati nominati e hanno vinto l'Origins Award.
L'Unisystem venne sviluppato da C.J. Carella per la prima edizione dei giochi di ruolo WitchCraft e Armageddon, pubblicati dalla Myrmidion Press. L'Eden Studios ha una licenza esclusiva per l'uso dell'Unisystem, ma ha offerto ad altre ditte di licenziare il sistema.

## Sistema di gioco
L'Unisystem non è mai stato pubblicato come regolamento a sé stante, piuttosto ogni linea di prodotti che si basano su di esso ha pubblicato un manuale base che lo ristampa, con le note e gli adattamenti della specifica ambientazione. Nel seguito si userà la traduzione dei termini usata per l'edizione italiana di WitchCraft

### Creazione dei personaggi
I personaggi sono creati usando un sistema di acquisto a punti, ogni giocatore riceve un numero di punti dipendente dal tipo di personaggio scelto e può spenderli per acquistare attributi, abilità e qualità e metafisica. È possibile anche acquistare difetti per ottenere ulteriori punti personaggio.
Gli attributi rappresentano le sei caratteristiche principali del personaggio, tre fisiche, forza, destrezza, costituzione e tre mentali, intelligenza, percezione e forza di volontà. Un essere umano normale ha un punteggio compreso tra 1 e 6, anche se sono possibili valori inferiori per personaggi, per esempio un bambino malaticcio con forza 0 o -1, o superiori per esser sovrannaturali. Un personaggio possiede anche dell caratteristiche secondarie, punti ferita, punti resistenza, velocità (il numero di metri che può percorrere in un turno di gioco) ed essenza (una misura dell'energia spirituale) che vengono calcolate sulla base di quelle primarie.
Ogni personaggio possiede anche qualità e difetti, che descrivono vantaggi e svantaggi innati, come soffrire di claustrofobia, avere tempi di reazione migliori in combattimento, possedere un'estesa rete di rapporti sociali, o anche possedere capacità sovrannaturali. Le qualità/difetti sono raggruppati in gruppi, principalmente solo a scopo descrittivo, ma alcuni gruppi possono essere accessibili solo a certi tipi di personaggi, come per esempio i poteri sovrannaturali. Alcune qualità e difetti influenzano la difficoltà di alcuni compiti, per esempio il difetto/qualità Attraente si applica a una varietà di interazioni sociali.
Infine un personaggio possiede una serie di abilità che descrivono le capacità apprese, per esempio sparare con un fucile, l'aver studiato ingegneria, guidare, suonare strumenti musicali, ecc.. Alcune abilità rappresentano in realtà un gruppo di abilità correlate e si deve scegliere il tipo esatto che si possiede, per esempio ingegneria (architettura, ingegneria elettronica, ingegneria civile, ec...) o guidare (guidare auto, guidare mezzi cingolati, ecc), ogni tipo conta come un'abilità diversa, Inoltre si può anche prendere una specializzazione in un'abilità, che è un campo ristretto di un'abilità in cui si è particolarmente esperti. Normalmente il valore di un'abilità è compreso tra 1 e 5, anche se sono possibili valori superiori.

### Risoluzione delle azioni
Quando un personaggio tenta un'azione attiva (sparare contro un avversario, studiare un antico tomo, ec...) o passiva (resistere all'effetto di un veleno, accorgersi di un agguato, ecc..) deve riuscire in un compito o in una prova. Un compito è basato sull'uso di un'abilità e di un attributo, come sotto descritto, mentre una prova è basata sull'uso di un attributo da solo (il cui valore viene raddoppiato nel caso sia una prova facile).
Un compito viene risolto sommando il valore di un attributo e di una abilità al tiro di un dado a dieci facce, se il risultato è 9 o più è riuscito nell'azione. Da notare che l'abbinamento attributo/abilità non è fisso, come per altri regolamenti, ma dipende dal tipo di azione tentata, per esempio per guidare un'auto velocemente lungo una strada di montagna al tiro del dado si sommeranno destrezza e guidare automobili, invece per guidare la stessa auto per molte ore potrà essere guidare auto + forza di volontà, oppure se si tenta di intimidire fisicamente una persona si tirerà intimidire+forza, mentre se si cerca di ingannarla intimidire + intelligenza. Se l'azione è più facile o più difficile della media il master può aggiungere modificatori positivi o negativi. In alcuni casi si può tentare un'azione senza possedere la relativa abilità, ma in questo caso si userà solo il valore dell'attributo correlato, con un malus minimo di -2.
Il tiro di dado è aperto, se il risultato è 10 allora si ritira il dado e si somma ancora il nuovo valore meno 5 se questo supera 5. Se si tira 1 allora si ritira il dado e si sottrae 5 meno il nuovo valore, continuando a ritirare se si tira 0 (sommando in un caso e sottraendo in un altro). Questo permette in casi eccezionali di riuscire in azioni normalmente al di fuori della propria portata.
Quanto più alto è il risultato del compito, tanto meglio è riuscita un'azione, un risultato di 9 o 10 è un successo adeguato, uno di 11 o 12 un successo decente, 13-14 buono, ec... Il grado di successo può influire sull'azione tentata (per esempio aumentare il danno inflitto nel caso di un attacco particolarmente ben riuscito) o migliorare le probabilità di successo di usi successivi della stessa abilità (per esempio un buon successo in recitare potrà dare dei bonus sull'uso di altre abilità sociali).

## Sistema classico e cinematico
Si può suddividere l'Unisystem in sistema classico e cinematico:
Il sistema classico è stato sviluppato per primo ed è stato usato in All Flesh Must Be Eaten, Armageddon, Conspiracy X 2.0, Terra Primate e WitchCraft. Dedica una maggior attenzione ai dettagli delle abilità e del combattimento e usa attributi secondari che derivano da quelli principali.
Il sistema cinematico è stato sviluppato per imitare gli exploit dei protagonisti del cinema o della televisione. Sviluppato inizialmente per il gioco di ruolo dedicato a Buffy the Vampire Slayers, è stato adottato per essere usato anche in Angel, Army of Darkness e Ghosts of Albion. Il sistema cinematico ha un insieme di abilità ristretto che copre la maggior parte delle situazioni, non usa attributi secondari o essenza, semplifica il combattimento e usa valori fissi per i danni causati. Il sistema cinematico usa anche punti dramma per permetter a un personaggio di compiere azioni al di là di quanto non potrebbe fare altrimenti.
Nonostante le differenze i due sistemi sono comunque in gran parte compatibili, sebbene ogni regolamento "cinematico" contenga un'appendice per una conversione più completa e il supplemento Magic Box per Buff RPG contiene un'appendice per convertire il sistema magico usato in Buffy in uno usato sull'essenza come in WitchCraft.